# Microrhopala unicolor
Microrhopala unicolor es una especie de insecto coleóptero de la familia Chrysomelidae.
Fue descrita científicamente en 1894 por George Charles Champion.